# 野柳風景特定區
野柳地質公園，又稱為野柳風景區，是位於臺灣新北市萬里區野柳里的風景區，屬於北海岸及觀音山國家風景區範圍內。由於其天然的地質景觀，是臺灣北海岸知名的旅遊景點之一。
野柳地區為大屯山山脈延伸至東海之岬角，全區長約1700公尺、寬約250公尺。當地地景因造山運動、風化及海蝕等作用而呈現奇特形態的蕈狀岩，其中有「女王頭」、「仙女鞋」、「蕈狀石」、「燭臺石」、「薑石」、「單面山」等特殊景觀。

## 地名來由
大航海時代，西班牙人經常乘船航行於基隆與淡水之間，常常在當地岬角觸礁擱淺並遭原住民洗劫。因此，他們在地圖上將當地標示為Punto Diablos（「魔鬼岬」，在西班牙語中，Punto意為「岬角」、Diablo意為「魔鬼」）。後來，荷蘭人在打敗西班牙人後將當地標示為Duijvel hoek或Caap Diable（原名在荷蘭文中之翻譯）。之後因漢人將Diablos省稱並轉音為iá-liú（白話字：iá-liú）而得名。

## 地理
當地地層主要為中新世野柳群大寮層，分布於萬里區龜吼至萬里區國聖埔海灘，主要由1000萬年至2500萬年前生成之厚層砂岩所構成，顏色多呈青灰色或黃灰色。

## 經營
戰後，野柳風景區一度為臺北縣萬里鄉公共造產。
1978年，當地改由臺北縣政府管理，並設置「臺北縣野柳風景特定區管理所」負責經營；當時，園區門票正面印有「野柳烏來風景特定區」字樣，背面印有「實踐三民主義　建立安和社會　復興民族文化　堅守民主陣容」的字樣。
2002年，交通部觀光局成立北海岸及觀音山國家風景區管理處，並將野柳風景特定區納入轄下。2006年，野柳風景特定區委外經營由「新空間國際有限公司」營運，並隨後改稱「野柳地質公園」。
2010年，「野柳地質公園委託經營案」獲得行政院公共工程委員會金擘獎。

## 圖片集

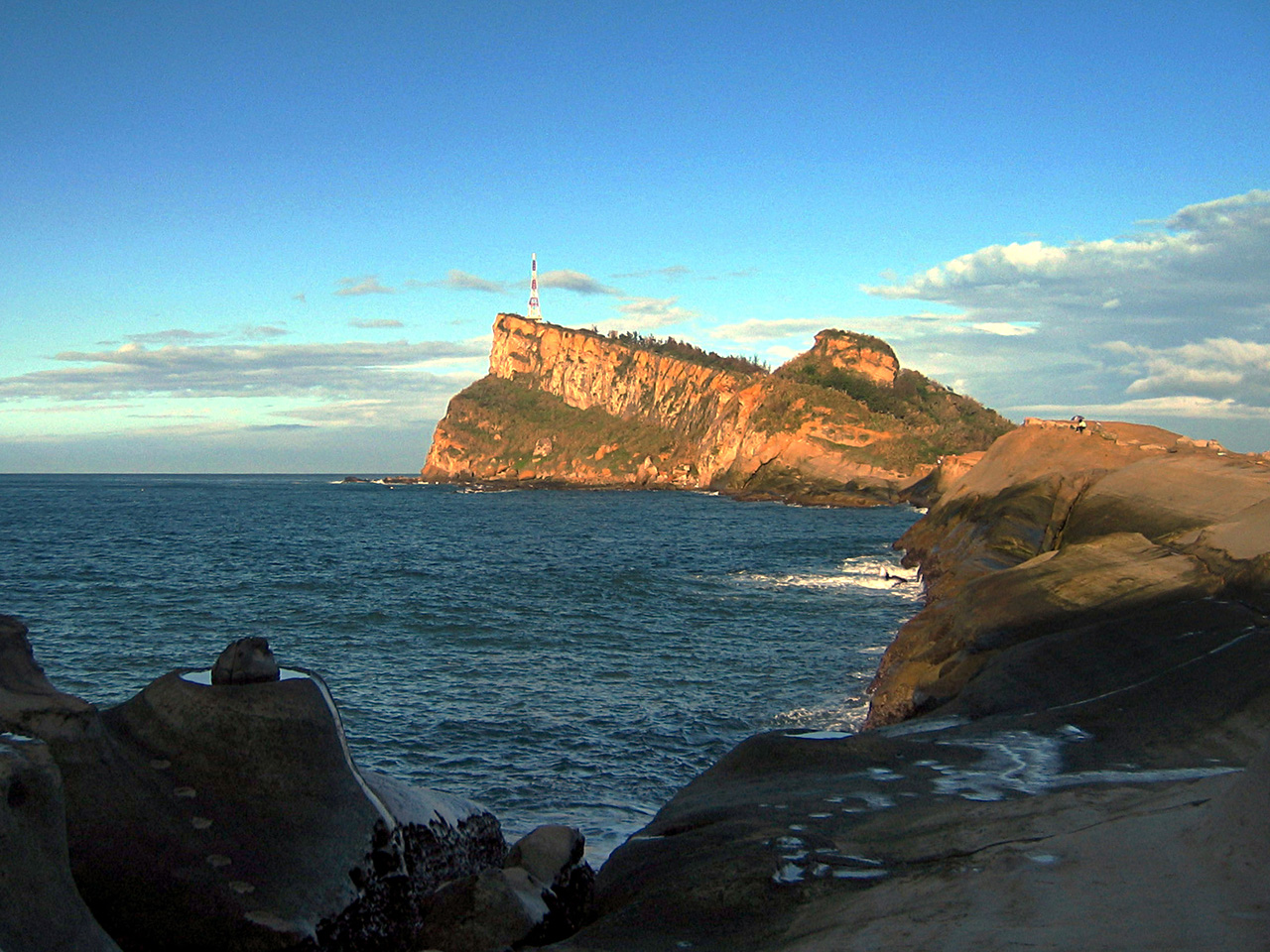
遠眺野柳岬，左近為燭臺石
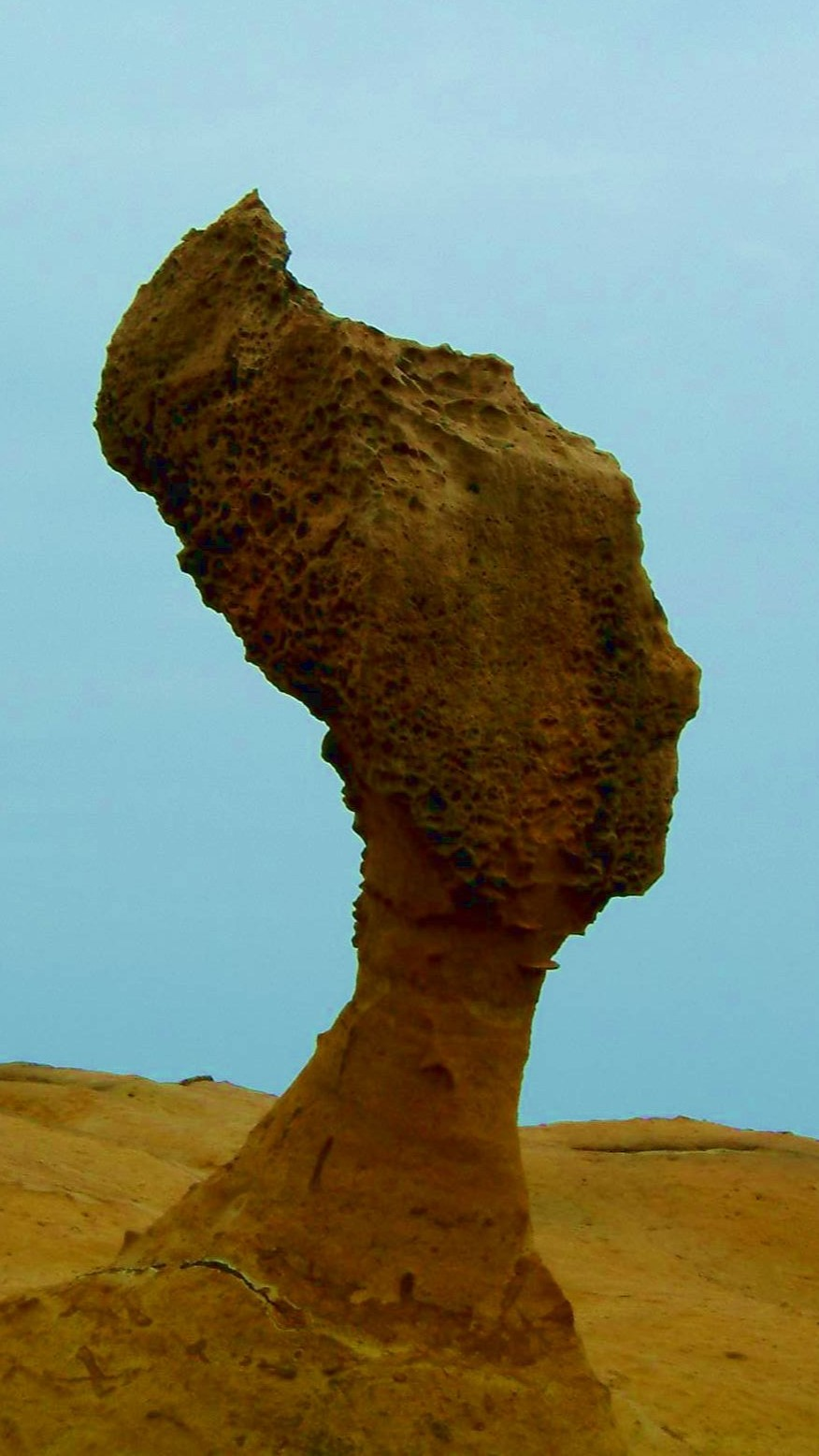
女王頭
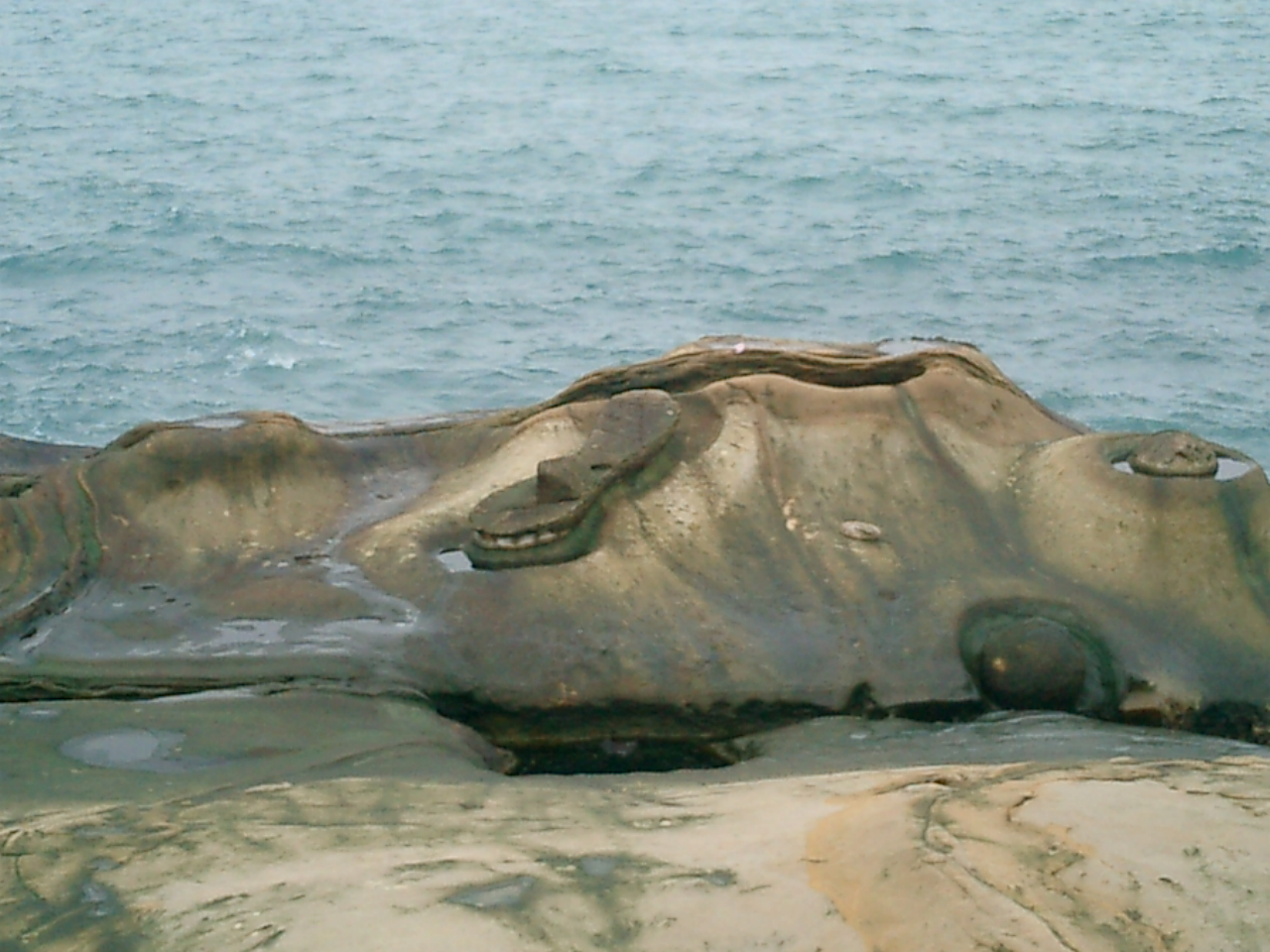
仙女鞋與燭臺石
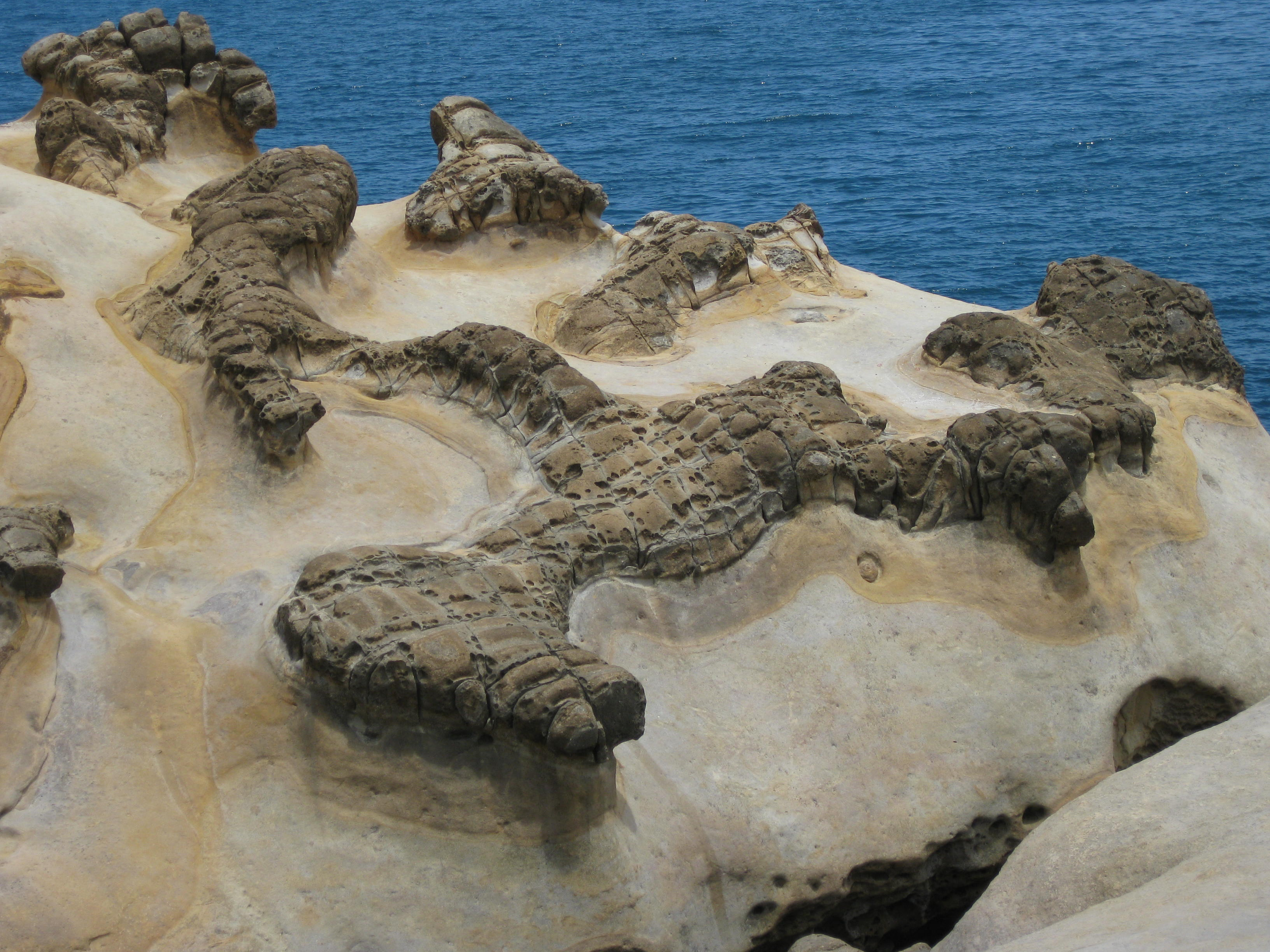
薑石
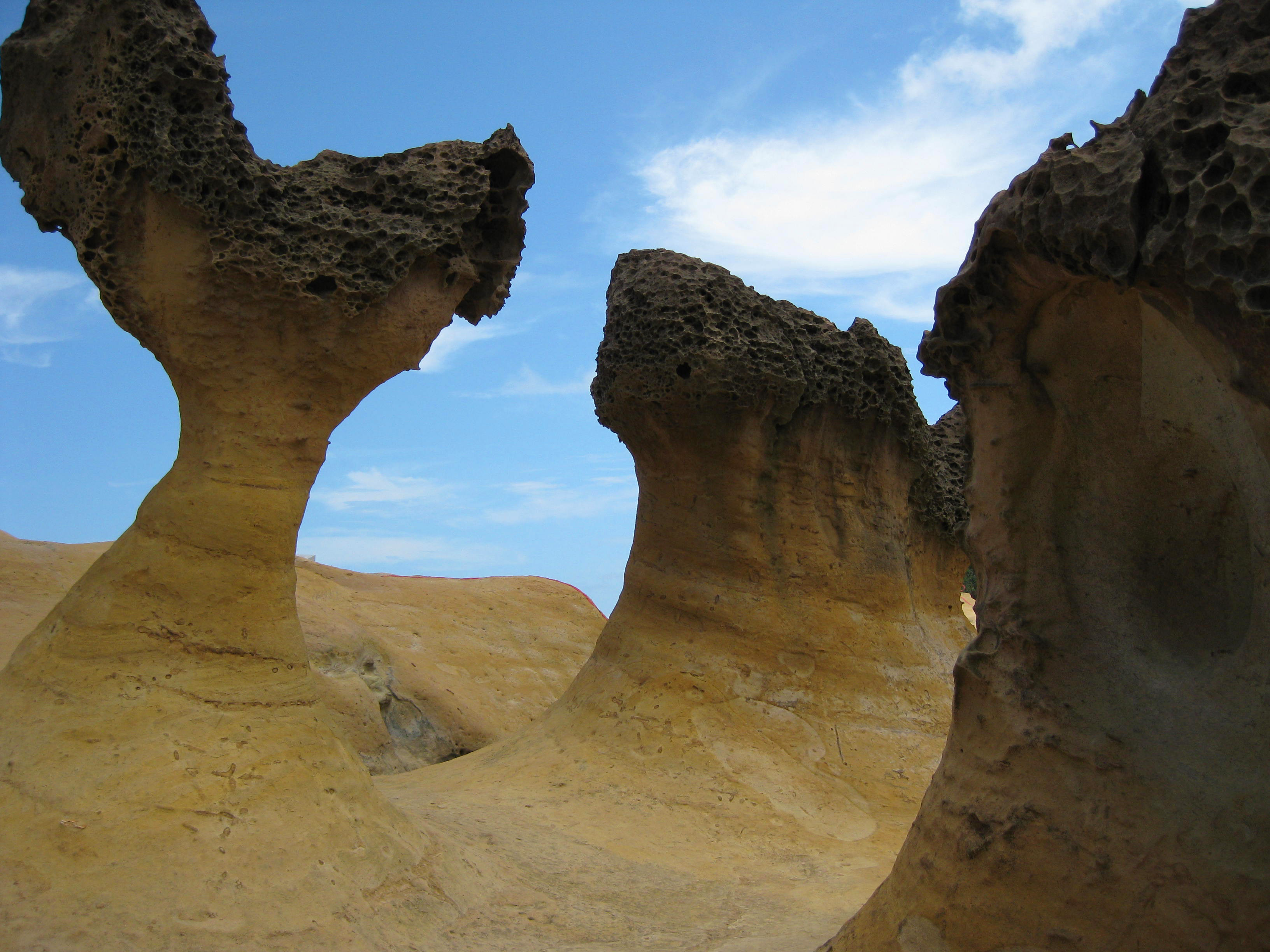
俏皮公主
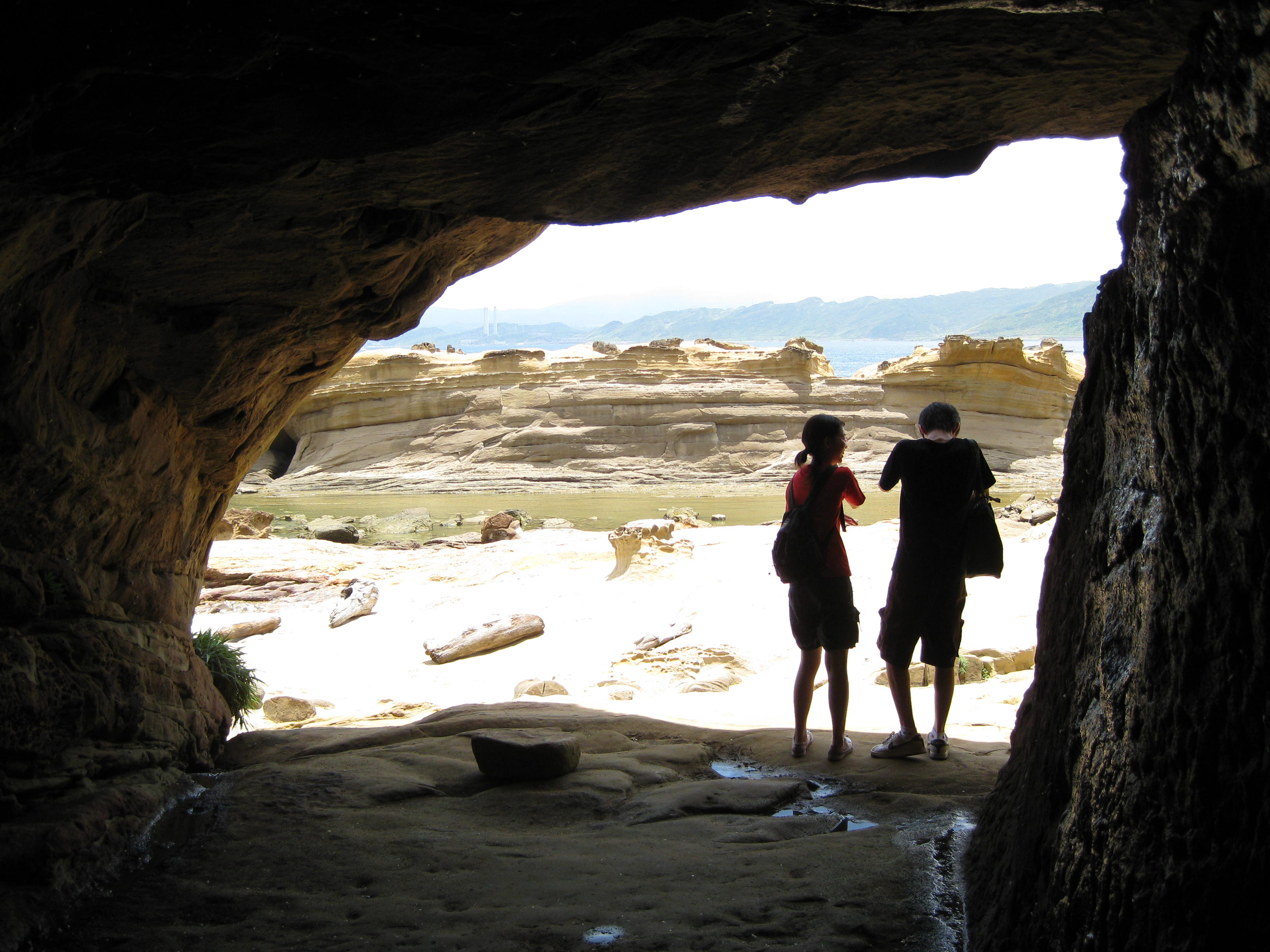
野柳海蝕洞
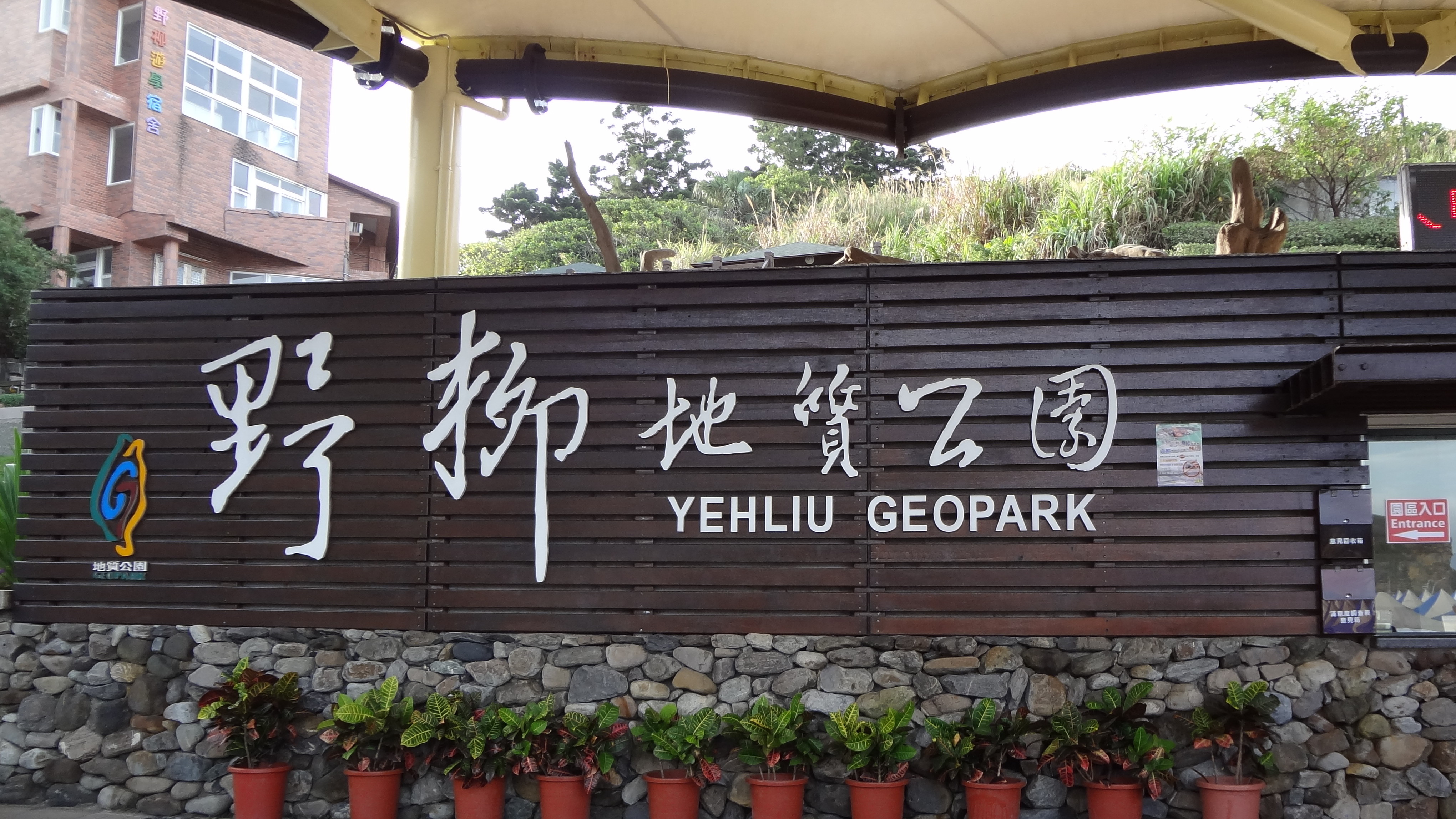
野柳地質公園入口題字
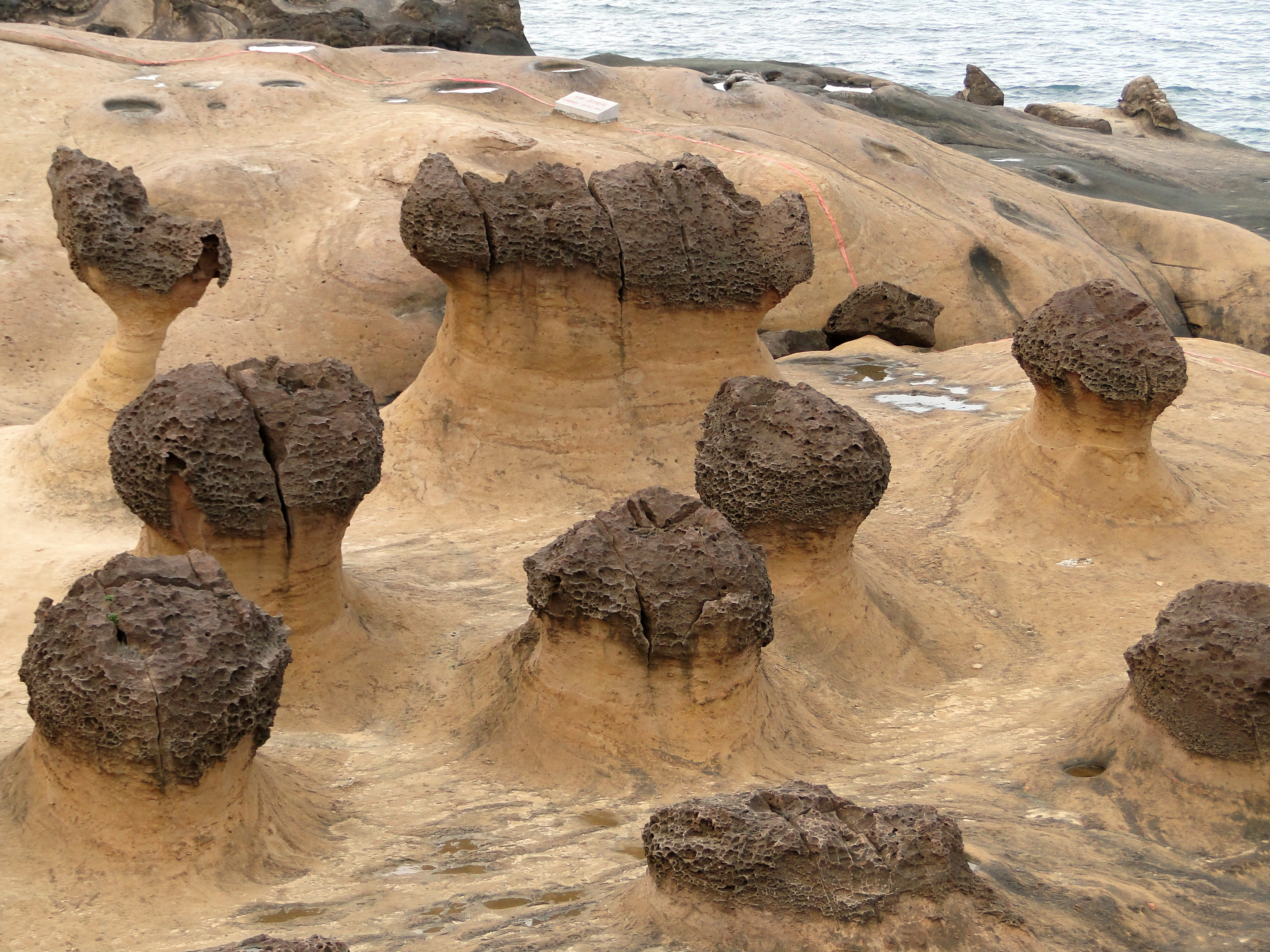
蕈狀石
野柳漁港船隻
野柳灯塔

## 事件
- 2009年3月，野柳地質公園入口處的左側岩壁遭中國大陸觀光客以簡體字刻上「中國常州趙根大」、「中國常州盧建中」。在傳媒及網民輿論壓力下，趙根大透過旅行社為刻字行為道歉。[4]

- 2012年4月，有中國大陸觀光客爬到名叫「俏皮公主」蕈岩上拍照或坐於其上，不理會管理員及導遊規勸，還與其他遊客起衝突。[5]

## 外部連結
- 野柳風景區  臺北旅遊網 （页面存档备份，存于）
- 野柳地質公園 臺北旅遊網 （页面存档备份，存于）
- 野柳燈塔  臺北旅遊網 （页面存档备份，存于）
- 野柳地質公園 交通部觀光局 （页面存档备份，存于）
- 女王頭  交通部觀光局 （页面存档备份，存于）
- 野柳燈塔  交通部觀光局 （页面存档备份，存于）
- 野柳地質公園 （页面存档备份，存于）
- 野柳風景特定區的Facebook專頁

25°12′20″N 121°41′26″E / 25.20556°N 121.69044°E